# Sainte-Marie-d’Alvey
Sainte-Marie-d’Alvey ist eine französische Gemeinde mit 128 Einwohnern (Stand 1. Januar 2022) im Département Savoie in der Region Auvergne-Rhône-Alpes. Sie gehört zum Kanton Bugey savoyard im Arrondissement Chambéry und ist Mitglied im Gemeindeverband Val Guiers.

## Geographie

### Lage
Sainte-Marie-d’Alvey liegt am Westrand des Départements auf 492 m, etwa 16 Kilometer westlich der Präfektur Chambéry, 71 Kilometer ostsüdöstlich von Lyon und 45 Kilometer nördlich der Stadt Grenoble (Luftlinie). Nachbargemeinden von Sainte-Marie-d’Alvey sind Saint-Genix-les-Villages mit Saint-Maurice-de-Rotherens im Norden, Gerbaix und Novalaise im Osten, Rochefort im Süden, sowie Gresin im Westen.

### Topographie
Die Fläche des 2,61 km² großen Gemeindegebiets umfasst einen Abschnitt des Avant-Pays savoyard, des von sanften Erhebungen geprägten savoyischen Vorlandes zwischen dem Grenzfluss Guiers und dem Südende der Hauptantiklinalen des Jura. Den Ostrand der Gemeinde bildet eine in Nord-Süd-Richtung verlaufende, hier etwa 200 m aufragenden Geländestufe, die die Talböden von Rhone und Guiers von der Hochebene trennt, die der Lac d’Aiguebelette südöstlich der Gemeinde einnimmt. Die von senkrecht aufragenden Felswänden durchsetzte Geländestufe ist im nördlichen Teil der Gemeinde etwas flacher geneigt und ermöglicht dort eine Straßenverbindung nach Novalaise. Die Wasserläufe Truison und Côte-Envers markieren die übrigen Grenzen der Gemeinde und entwässern das Gemeindegebiet zur Rhone hin. Westlich der Geländestufe besteht das Gemeindegebiet aus sanften Hügeln und wird größtenteils landwirtschaftlich genutzt. Waldstücke machen etwa 27 % der Fläche aus.
Zu Sainte-Marie-d’Alvey gehören neben dem eigentlichen Ortskern noch der Weiler La Blanchinière sowie einige weitere Gehöfte.

## Geschichte
Die Pfarrei von Sainte-Marie-d’Alvey wurde im Hochmittelalter um 1100 erstmals urkundlich erwähnt als Ecclesia beate Marie de Arvisio. Der Namenszusatz, der auf den römischen Eigennamen Alvisius zurückgeht, erscheint in späteren Varianten als Dalver (1241) und de Alvesio (17. Jh.). Unter der Oberhoheit von Savoyen-Piemont und bis zur Französischen Revolution bestand in Sainte-Marie-d’Alvey eine kleine Herrschaft, die von den Herren von Gerbaix abhängig war. Die Pfarrei wurde 1803 mit derjenigen von Rochefort zusammengelegt, bis sie 1848 wieder ihre Eigenständigkeit erlangte.

## Sehenswürdigkeiten

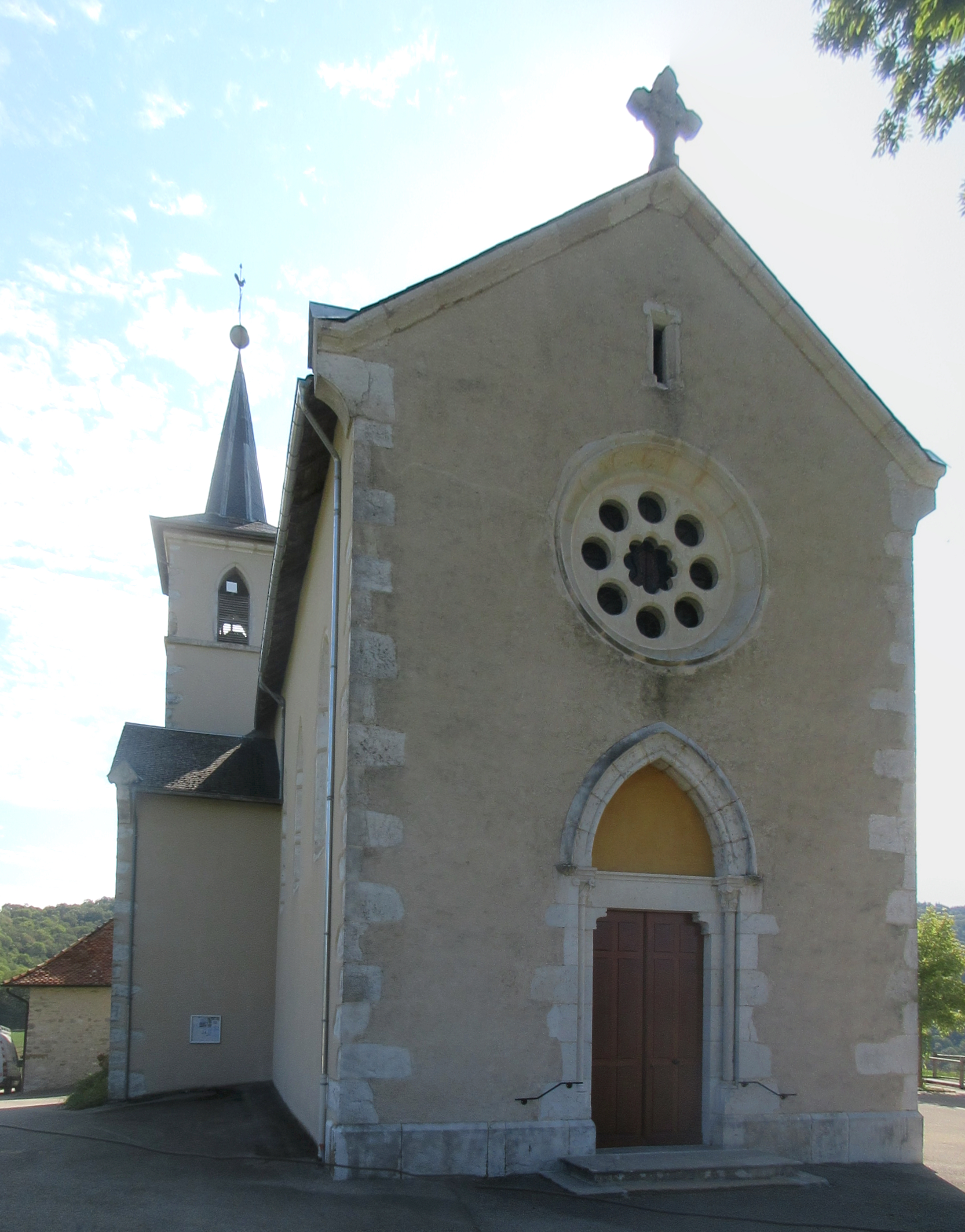
Chapelle de l'Assomption.

Vom Aussichtspunkt aire de repos des Chenevières oberhalb von Sainte-Marie bietet sich ein Panorama über das Avant-Pays Savoyard. Er bietet außerdem einen Zugang zum Wanderweg GR 9.

## Bevölkerung
| Jahr                       | 1962 | 1968 | 1975 | 1982 | 1990 | 1999 | 2006 | 2011 |
| Einwohner                  | 119  | 106  | 95   | 94   | 108  | 130  | 133  | 135  |
| Quellen: Cassini und INSEE |      |      |      |      |      |      |      |      |

Mit 128 Einwohnern (Stand 1. Januar 2022) gehört Sainte-Marie-d’Alvey zu den kleinsten Gemeinden des Département Savoie. Nachdem die Einwohnerzahl während des 19. und 20. Jahrhunderts rückläufig war (1861 wurden noch 262 Einwohner gezählt), wurde seit etwa 1990 wieder eine leichte Bevölkerungszunahme verzeichnet. Die Ortsbewohner von Sainte-Marie-d’Alvey heißen auf Französisch Alvezan(e)s.

## Wirtschaft und Infrastruktur
Sainte-Marie-d’Alvey ist bis heute ein vorwiegend durch die Landwirtschaft geprägtes Dorf. Mehrere aktive Höfe sind vor allem auf Rinderproduktion ausgerichtet. Daneben gibt es noch einige wenige Betriebe des lokalen Kleingewerbes. Mittlerweile hat sich das Dorf auch zu einer Wohngemeinde entwickelt. Viele Erwerbstätige sind Wegpendler, die in den größeren Ortschaften der Umgebung ihrer Arbeit nachgehen.
Die Ortschaft liegt abseits der größeren Durchgangsstraßen an der Departementsstraße D916, die von Saint-Genix-sur-Guiers nach Novalaise führt. Eine weitere Straßenverbindung besteht mit Rochefort. Der nächste Autobahnanschluss an die A43 befindet sich in rund 12 km Entfernung bei Belmont-Tramonet. Als Flughäfen in der Region kommen Lyon-St-Exupéry (Entfernung 70 km) und Chambéry-Savoie (25 km) in Frage.